# 5003 Silvanominuto
5003 Silvanominuto (tên chỉ định: 1988 ER2) là một tiểu hành tinh vành đai chính. Nó được phát hiện bởi Walter Ferreri ở Đài thiên văn La Silla ở Chile ngày 15 tháng 3 năm 1988. Nó được đặt tên cho Silvano Minuto, một nhà thiên văn Ý.